# Halalaimus ponticus
Halalaimus ponticus är en rundmaskart som beskrevs av Nikolai Nikolaievich Filipjev 1922. Halalaimus ponticus ingår i släktet Halalaimus och familjen Oxystominidae. Inga underarter finns listade i Catalogue of Life.